# Temple protestant de Luneray
Le temple protestant de Luneray est un édifice religieux situé square Jean Venable à Luneray, commune de la Seine-Maritime. Édifié en 1807, le temple est inscrit au titre des monuments historiques. La paroisse est membre de l'Église protestante unie de France.

## Histoire

### Avant la Révolution
La Réforme protestante se développe au sein de la petite bourgeoisie commerçante et des tisserands.
Un premier temple est détruit au moment des guerres de Religion. Il est reconstruit en 1630, avant d'être rasé juste avant la révocation de l'édit de Nantes, en 1681.

### Après la Révolution
À la Révolution française, la Déclaration des droits de l'homme et du citoyen de 1789 redonne la liberté de culte aux fidèles du protestantisme en France. En 1802, les articles organiques accompagnant le Régime concordataire français rétabli par Napoléon Ier organisent les Églises réformées en consistoires. En 1804 est créée la première École du dimanche de France par le pasteur Laurent Cadoret,. La construction du temple commence en 1807 avec une cérémonie d'inauguration le 6 septembre 1812.
En 1892, un clocheton et une salle de bibliothèque sont construits au premier étage. Le plan de l'édifice est rectangulaire, en briques roses. Il est entouré d'un jardin et d'un petit cimetière.
L'orgue est installé en 1943. Par arrêté du 9 juillet 2003, le temple est inscrit au titre des monuments historiques. Aujourd'hui, la paroisse reste une des plus importantes églises protestantes rurales de Normandie.